# Tangl Harald
Tangl Harald (Budapest, 1900. szeptember 2. – Budapest, 1971. december 31.) állatfiziológus, orvos, fiziológus, Kossuth-díjas szakíró, kutatóintézeti igazgató.

## Életrajza
Tangl Ferenc (1866–1917) orvos, egyetemi tanár, fiziológus, az MTA tagja fiaként született. Orvosi oklevelét a budapesti Pázmány Péter Tudományegyetemen szerezte, ahol 1924-ben doktorált. 1925-től tíz évig egyeteme élettani tanszékén tanársegéd, majd a Földművelésügyi Minisztérium hatáskörébe tartozó Állatélettani és Takarmányozási Állomás kísérletügyi főadjunktusa, igazgatója, 1946-tól főigazgatója volt. 1952-ben kandidátusi fokozatot szerzett, 1954-ben a mezőgazdasági tudományok doktora lett. 1960-tól 1969-es nyugalomba vonulásáig az Állattenyésztési Kutatóintézet igazgatója, majd tudományos tanácsadója volt. Több szakbizottság tagja, a Búvár (folyóirat) szerkesztőbizottságának elnöke, a Magyar Biológiai Társaság vezetőségi tagja volt. Tudományos munkásságát a belső elválasztású mirigyek működésének vizsgálatával kezdte mind humán, mind állati vonatkozásban, majd pedig különböző takarmányozási kérdésekkel foglalkozott. Főként a takarmányozással kapcsolatos élettani kérdésekre fordította figyelmét; a pillangós növények tartósításakor bekövetkező jelentős tápanyagveszteség csökkentésén, a szilázskészítés és -szárítás technológiájának javításán dolgozott. Munkatársaival egy hideg légáramlásos zöldszénakészítő berendezést fejlesztett ki. A vitaminok, hormonok és antibiotikumok állattenyésztésben és -hizlalásban való szerepét tanulmányozta. Sok tudományos és népszerűsítő publikációja, könyve jelent meg nemcsak hazánkban, hanem határainkon túl is, pl. Olaszországban a második világháború alatt és negyedszázaddal később is.

## Főbb művei
- A vitaminok (Bp., 1935)
- A táplálkozás (Bp., 1941)
- Gli ormoni e l'uomo (ford. Zoltán Albert, Corbaccio, Milánó, 1941, 253 o.)[5]
- A háziállatok élettana a bonctan alapjaival (egyetemi jegyzet, Bp., 1953)
- Háziállatok élettana (egyetemi tankönyv, Bp., 1954)
- Táplálkozásélettan (társszerzővel, Bp., 1954)
- A vitaminok, hormonok, antibiotikumok szerepe az állattenyésztésben (Bp., 1956)
- Táplálkozás (Bp., 1962)
- A környezet szerepe háziállataink életfolyamataiban (Bp., 1965)
- Vitaminok és az állat (Bp., 1968)

## Bibliográfia
- Baitner Károly: Búcsúzunk dr. T. H.-tól (ÁKI [Állattenyésztési Kutatóintézet] Híradó, 1972. 2. sz.)
- Buga László: T. professzor (Az Egészség, 1972. 1. sz.)
- Gaál László: In memoriam T. H. (Takarmánytermesztési Kutató Intézet Közleményei, 1972. 12. sz.)
- L. G.: Búcsú a kiváló tudóstól, a nép fáradhatatlan művelőjétől, szeretett barátunktól (Búvár, 1972. 2. sz.)

## Elismerései
- A Kossuth-díj III. fokozata (1957)
- Bugát Pál-díj (1963)
- Tessedik Sámuel-díj (1965)
- Újhelyi Imre-díj (1966)
- Farkas Géza-emlékérme (1972, posztumusz)